# When Dream and Day Unite
When Dream and Day Unite je prvi studijski album progresivnog metal sastava Dream Theater. Album se uglavnom sastoji od glazbenog materijala kojeg su članovi sastava napisali tijekom prvih godina postojanja. Snimanje se odrađivalo tijekom srpnja i kolovoza 1988. godine, a album je izdan u narednoj godini 6. ožujka. When Dream and Day Unite je, uz Falling into Infinity, jedini album Dream Theatera bez njihovog originalnog fonta na omotu albuma.

## Povijest
Sastav Dream Theater osnovali su 1985. godine pod imenom Majesty trojica studenata glazbenog sveučilišta Berklee: John Petrucci, John Myung i Mike Portnoy. Nakon što su se sastavu priključili klavijaturist Kevin Moore i pjevač Chris Collins sastav je krenuo sa stvaranjem glazbenog materijala kojeg su izdali 1986. godine pod nazivom The Majesty Demos. Prodaja demoalbuma bila je relativno uspješna, sa svih tisuću početno izdanih primjeraka prodanih u nekoliko tjedana. Zbog vrlo pozitivnih kritika na demouratke članovi sastava očekivali su jednako dobar uspjeh nadolazećeg albuma. 
Prethodno izdavanju albuma, sastav je bio prisiljen promijeniti naziv nakon što ih je istoimeni sastav is Las Vegasa upozorio kako će u protivnom protiv njih pokrenuti sudski spor. Nakon što nisu uspjeli sami pronaći novo ime za sastav, otac Mikea Portnoya predložio je ime Dream Theater, po imenu kina u Monterreyu. Osim promjene imena, sastav je zamijenio i pjevača Chrisa Collinsa. Novi pjevač Dream Theatera tako je postao puno stariji i iskusniji Charlie Dominici.
6. ožujka 1989. godine sastav izdaje svoje prvo studijsko izdanje, When Dream and Day Unite. Album je bio veliko komercijalno razočaranje i prošao je većinom nezapažen u rock krugovima i među kritičarima. Sastav i izdavač predvidjeli su puno veće zanimanje za album. Manjak novčanih sredstava prisilili su sastav da se ograniči na malu turneju u okolici New Yorka. Održali su svega pet koncerata, a nakon četvrtog nastupa Charlie Dominici je napustio sastav. Ipak, Dominici je pozvan da odradi peti i posljednji nastup kada je Dream Theater svirao kao predgrupa sastavu Marillion.
Sastav je 2002. godine ponovno izdao album uz poboljšani zvuk. Album When Dream and Day Unite Remastered izdan je putem diskografske kuće YtseJam kao jedno od brojnih bootleg izdanja sastava.

## Popis pjesama
| Br. | Skladba                            | Tekstopisac                | Skladatelj                                      | Trajanje |
| --- | ---------------------------------- | -------------------------- | ----------------------------------------------- | -------- |
| 1.  | »A Fortune in Lies«                | John Petrucci              | Dream Theater                                   | 5:12     |
| 2.  | »Status Seeker«                    | Charlie Dominici, Petrucci | Dream Theater                                   | 4:15     |
| 3.  | »The Ytse Jam«                     | instrumentalna skladba     | Petrucci, John Myung, Kevin Moore, Mike Portnoy | 5:43     |
| 4.  | »The Killing Hand«                 | Petrucci                   | Dream Theater                                   | 8:40     |
| 5.  | »Light Fuse and Get Away«          | Moore                      | Dream Theater                                   | 7:23     |
| 6.  | »Afterlife«                        | Dominici                   | Dream Theater                                   | 5:27     |
| 7.  | »The Ones Who Help to Set the Sun« | Petrucci                   | Dream Theater                                   | 8:04     |
| 8.  | »Only a Matter of Time«            | Moore                      | Dream Theater                                   | 6:35     |

## Komercijalni uspjeh
U prvih nekoliko godina nakon izdavanja album je bio većinom nezapažen od strane glazbenih kritičara. Tek nakon izdavanja albuma Images and Words kritičari su se osvrnuli i na prvi Dream Theaterov album. Internetski kritičari The Metal Observer hvalili su kreativnost sastava, dok su Allmusic i Sputnikmusic većinom kritizirali glazbu Dream Theatera.

## Pozicije na glazbenim ljestvicama
| ljestvica | najbolji rang |
| --------- | ------------- |
| Japan     | #98           |

## When Dream and Day Reunite
Na 15. obljetnici izdavanja albuma trenutačna je postava u potpunosti odsvirala album u Los Angelesu i tijekom dvije dodatne pjesme nastupili su, tada već bivši članovi Dream Theatera, vokal Charlie Dominici i Derek Sherinian na klavijaturama. Cijeli je nastup snimljen i izdan pod naslovom When Dream and Day Reunite kao službeni bootleg neovisne izdavačke kuće Mikea Portnoya YtseJam Records. Osim cijelog albuma When Dream and Day Unite odsvirane su i pjesme Metropolis (s albuma Images and Words) i To Live Forever sa singla Lie.

## Osoblje
Dream Theater
- Charlie Dominici – vokali
- John Petrucci – gitara
- John Myung – bas-gitara
- Mike Portnoy – bubnjevi
- Kevin Moore – klavijature

Tehničko osoblje
- Izdavač (1989.) – Mechanical Records
- Izdavač (2002.) – One Way Records (deluxe edition)
- Izdavač (2002.) – YtseJam Records
- Producent – Terry Date

#### Internet
1. ↑  Dream Theater Frequently Asked Questions (engleski). Gabbo.net. 2000. Inačica izvorne stranice arhivirana 16. svibnja 2010. Pristupljeno 4. listopada 2009.
2. ↑  When Dream and Tour Unite. Mike Portnoy (engleski). 1989. Inačica izvorne stranice arhivirana 2. siječnja 2010. Pristupljeno 4. listopada 2009.
3. ↑  Dream Theater - When Dream And Day Unite (9/10) - USA - 1989. The Metal Observer (engleski). Inačica izvorne stranice arhivirana 22. lipnja 2008. Pristupljeno 4. listopada 2009.
4. ↑  When Dream and Day Unite. All Music Guide (engleski). Inačica izvorne stranice arhivirana 21. ožujka 2021. Pristupljeno 4. listopada 2009.
5. ↑  When Dream and Day Unite - Dream Theater. Sputnik Music (engleski). Pristupljeno 4. listopada 2009.
6. ↑  ドリーム・シアター-Oricon Style ミュージック. Oricon Style (japanski). Oricon. Pristupljeno 27. rujna 2009.
7. ↑  Train of Thought World Tour - North American Leg, 3/6/2004 Los Angeles, CA. Mike Portnoy (engleski)
8. ↑  WHEN DREAM AND DAY REUNITE OFFICIAL BOOTLEG (engleski). Prog Archives. 2003. Pristupljeno 4. listopada 2009.

#### Ostalo
- Myung, Petrucci, Portnoy, LaBrie, Rudess (2006.). Službeni dokumentarac Dream Theatera The Score So Far.... Preuzeto 4. listopada 2009.
- I can remember when, dokumentarac Dream Theatera. Preuzeto 3. listopada 2009.

## Vanjske poveznice
- Službene stranice Dream Theatera  Arhivirana inačica izvorne stranice od 29. prosinca 2008. (Wayback Machine) – album When Dream and Day Unite